# Josepablo Monreal
Josepablo Monreal Villablanca (La Florida, Santiago de Chile, 1 de abril de 1996) es un futbolista chileno. Actualmente milita en el Santiago Wanderers de la Primera B de Chile.

## Trayectoria

### Inicios
Su primera incursión formativa en el fútbol profesional comenzó en Colo Colo en 2005, club con el que ganó el Torneo ANFP Sub-11 del año 2007, con 22 goles marcados.
Cambió de club formativo en 2010 a la Universidad Católica, después de su ingreso exitoso en una prueba masiva, aprobada por Hugo Balladares, quien era el entrenador en ese momento. En este equipo ganó el torneo Sub-15 de la ANFP en 2011, con 35 partidos y 22 goles marcados. Fue galardonado como mejor delantero del campeonato Sub-17 en 2013, y del campeonato sub-19 en 2014. En cuatro torneos juveniles fue el goleador: Sub-15, Sub-17 y dos veces en la Sub-19. Ahí comenzó a entrenar en el plantel de honor, debutando en un amistoso ante Universitario de Perú, donde jugó 5 minutos e hizo un gol.
Fue invitado a entrenar con el club de fútbol profesional mexicano Monterrey en 2015. Con ese equipo participó en la Copa Chivas y en la Copa Nike, torneos internacionales.

### Fútbol profesional
Comenzó su carrera profesional en el Club de Deportes Cobreloa en 2016. Hizo su debut profesional en el partido contra Deportes Antofagasta, válido para la primera ronda del torneo Copa Chile 2016. Marcó su primer gol en su carrera en su segundo partido profesional contra Deportes Antofagasta, válido para el torneo Copa Chile 2016. En Cobreloa, Monreal marcó 7 goles, incluyendo dos dobletes ante Iberia y Deportes La Serena.
Su buen rendimiento llamó la atención en Curicó Unido, club con el que logró el ascenso a Primera División en 2017. Dio su salto internacional tras ese torneo, siendo fichado por Dorados de Sinaloa para el torneo Apertura 2017 de la Liga de Ascenso de México. Tras su paso por el fútbol mexicano, en junio de 2018 es fichado por Unión La Calera de la Primera división chilena.
En diciembre de 2019 es anunciado su regreso a Cobreloa para afrontar la temporada 2020.En marzo de 2021 se anuncia su llegada a Rangers. En los rojinegros se caracterizaría por tener un rendimiento sumamente deficiente, anotando solo 1 gol pese a ser titular en la gran mayoría de los encuentros, recibiendo duras críticas por parte de la hinchada. Dicho gol sería anotado en Copa Chile y, curiosamente, contra Curicó Unido. En diciembre de 2021, se confirma su llegada al SJK Seinäjoki de Finlandia.
En febrero de 2023, regresa al fútbol chileno para defender la camiseta de Unión San Felipe de la Primera B.

## Selección nacional
Ha sido internacional con la selección sub-21 de Chile, jugando un partido contra su símil de Francia en septiembre de 2017, oportunidad en que anotó el gol del empate 1-1 entre ambas selecciones.

## Estadísticas

### Clubes
| Club                | País          | Año       | Partidos | Goles |
| ------------------- | ------------- | --------- | -------- | ----- |
| Cobreloa            | Chile         | 2016      | 20       | 8     |
| Curicó Unido        | Chile         | 2017      | 7        | 1     |
| Dorados de Sinaloa  | México        | 2017-2018 | 23       | 4     |
| Unión La Calera     | Chile         | 2018-2019 | 32       | 6     |
| Cobreloa            | Chile         | 2020      | 17       | 1     |
| Rangers de Talca    | Chile         | 2021      | 32       | 1     |
| SJK Seinäjoki       | Finlandia     | 2022      | 15       | 6     |
| Unión San Felipe    | Chile         | 2023-2024 | 24       | 12    |
| Suwon Football Club | Corea del Sur | 2024-Act  | 15       | 2     |

### Tripletes
Partidos en los que anotó tres o más goles:
 Actualizado de acuerdo al último partido jugado el 24 de febrero de 2018.
| Partidos en los que anotó tres o más goles | Partidos en los que anotó tres o más goles | Partidos en los que anotó tres o más goles | Partidos en los que anotó tres o más goles | Partidos en los que anotó tres o más goles | Partidos en los que anotó tres o más goles | Partidos en los que anotó tres o más goles |
| N.º                                        | Fecha                                      | Estadio                                    | Partido                                    | Goles                                      | Resultado                                  | Competición                                |
| ------------------------------------------ | ------------------------------------------ | ------------------------------------------ | ------------------------------------------ | ------------------------------------------ | ------------------------------------------ | ------------------------------------------ |
| 1                                          | 29 de julio de 2018                        | El Teniente, Rancagua                      | O'Higgins - Unión La Calera                |                                            | 2-3                                        | Primera División de Chile 2018             |